# Liste der Monuments historiques in Cernay (Vienne)
Die Liste der Monuments historiques in Cernay (Vienne) führt die Monuments historiques in der französischen Gemeinde Cernay auf.

## Liste der Objekte
| Bezeichnung                  | Beschreibung           | Standort                        | Kennzeichnung | Schutzstatus | Datum | Bild |
| ---------------------------- | ---------------------- | ------------------------------- | ------------- | ------------ | ----- | ---- |
| Glocke                       | Bronze, 1599 gegossen  | in der Kirche Notre-Dame (Lage) | PM86000050    | Classé       | 1938  |      |
| Glocke                       | Bronze, 1574 gegossen  | in der Kirche Notre-Dame (Lage) | PM86000732    | Classé       | 1938  |      |
| Sarkophag des heiligen Cérin | Stein, 15. Jahrhundert | in der Kirche Notre-Dame (Lage) | PM86000049    | Classé       | 1938  |      |